# 阿施巴赫河 (安勞特河支流)
49°03′32″N 11°06′28″E / 49.05886°N 11.10767°E
阿施巴赫河（德語：Aschbach），是德國的河流，位於該國東南部，由巴伐利亞負責管轄，屬於安勞特河的右支流，河道全長0.8公里，發源自布格薩拉赫。